# Serge Lecrique
Serge Lecrique (* 1961; † 2. November 1996) war ein französischer Triathlet. Er ist dreifacher Nationaler Meister auf der Triathlon-Mitteldistanz (1989).

## Werdegang
Serge Lecrique startete für den Verein Poissy Triathlon.
1986 wurde er Zweiter bei der zweiten Austragung einer nationalen Meisterschaft auf der Triathlon-Kurzdistanz.

1987 wurde er in Roth Vierter bei der ETU-Europameisterschaft auf der Triathlon-Halbdistanz (3 km Schwimmen, 92 km Radfahren und 20 km Laufen).

Lecrique wurde zwischen 1987 und 1990 dreimal französischer Meister auf der Triathlon-Mitteldistanz (3 km Schwimmen, 80–90 km Radfahren und 20 km Laufen).
1995 erklärte er seine aktive Zeit für beendet.
Serge Lecrique war verheiratet und hatte mit seiner Frau drei Kinder.
Er verstarb am 2. November 1996 nach einem Motorradunfall.

## Sportliche Erfolge
| Datum/Jahr    | Rang | Wettbewerb                                           | Austragungsort  | Zeit     | Bemerkung                                                     |
| ------------- | ---- | ---------------------------------------------------- | --------------- | -------- | ------------------------------------------------------------- |
| 4. Juli 1993  | 12   | ETU Triathlon European Championships                 | Echternach      | 01:56:49 | Europameisterschaft auf der olympischen Distanz               |
| 12. Sep. 1992 | 50   | ITU Triathlon World Championships                    | Huntsville      | 01:54:58 |                                                               |
| 1992          | 2    | FRA Middle Distance Triathlon National Championships | Arcachon        |          | Nationaler Vizemeister Mitteldistanz, hinter Yves Cordier     |
| 1991          | 2    | FRA Long Distance Triathlon National Championships   | Frankreich      |          | Nationaler Vizemeister Langdistanz                            |
| 26. Aug. 1990 | 10   | ETU Short Distance Triathlon European Championships  | Linz            | 01:50:46 | [ 2 ]                                                         |
| 1990          | 1    | FRA Middle Distance Triathlon National Championships | Frankreich      |          | Nationaler Meister Mitteldistanz                              |
| 1989          | 1    | FRA Middle Distance Triathlon National Championships | Frankreich      |          | Nationaler Meister Mitteldistanz                              |
| 1987          | 1    | FRA Middle Distance Triathlon National Championships | Frankreich      |          | Nationaler Meister Mitteldistanz                              |
| 7. Juni 1987  | 1    | Triathlon de Carcassonne                             | Carcassonne     |          |                                                               |
| 20. Juni 1987 | 4    | ETU Middle Distance Triathlon European Championships | Roth            | 04:01:09 | Europameisterschaft auf der Halbdistanz                       |
| 1986          | 2    | FRA Triathlon National Championships                 | La Grande-Motte |          | Zweiter der zweiten Austragung einer nationalen Meisterschaft |
| 14. Sep. 1986 | 1    | Triathlon International de Paris                     | Paris           |          | Sieger der Erstaustragung                                     |

(DNF – Did Not Finish)